# Von Walden
von Walden är en svensk adelsätt. Den naturaliserades i Sverige den 17 december 1719 och introducerades året efter på Sveriges Riddarhus som adlig släkt nr 1708. Originalsköldebrevet är sedan 1996 deponerat i Riddarhuset.

## Härstamning
Ättens stamfader, Wilhelm Waldt, skall ha härstammat från tyska Jülich och föddes någon gång mellan 1580 och 1590. Om honom mycket litet känt, annat än att han var präst i Džūkste (tyska Siuxt) som låg i dåvarande hertigdömet Kurland, en del av nuvarande Lettland. Hans hustru hette Anna Riewes (tyska Rivius).
Deras två söner Johann Tilmann och Wilhelm von Walden upphöjdes i adligt stånd av den dåvarande polske kungen Sigismund III Vasa. Genom att bröderna antagit ett polskt adelsdiplom utan att inhämta hertigen av Kurlands tillstånd, avvisades deras ansökan att tas upp i det kurländska ridderskapets matrikel 1631, 1634 och 1642. Genom en hovrättsdom i Warszawa den 18 augusti 1645 och ett slutet adelsmöte 30 juli 1648 upptogs till slut bröderna, och därmed släkten, i den kurländska matrikeln under nr 124.
Johann Tilmann von Walden gifte sig 1631 med Sophia van der Brincken. Deras sonson Georg Fredrik von Walden (1654-1728) blev officer och kom i svensk tjänst som kaptenlöjtnant vid det Cronstiernska regementet. Dennes sonsonson, fänrik Adolf Fredrik von Walden (1769-1813), är anfader till de idag levande medlemmarna av släkten i Sverige.

## Personer ur släkten
- Georg Fredrik von Walden den äldre (1654-1728), överstelöjtnant
- Georg Fredrik von Walden den yngre (1702-1754), stallmästare och kammarherre